# South Gate Ridge
South Gate Ridge es un lugar designado por el censo ubicado en el condado de Sarasota en el estado estadounidense de Florida. En el Censo de 2010 tenía una población de 5.688 habitantes y una densidad poblacional de 1.214,68 personas por km².

## Geografía
South Gate Ridge se encuentra ubicado en las coordenadas 27°17′4″N 82°29′48″O / 27.28444, -82.49667. Según la Oficina del Censo de los Estados Unidos, South Gate Ridge tiene una superficie total de 4.68 km², de la cual 4.52 km² corresponden a tierra firme y (3.54%) 0.17 km² es agua.

## Demografía
Según el censo de 2010, había 5.688 personas residiendo en South Gate Ridge. La densidad de población era de 1.214,68 hab./km². De los 5.688 habitantes, South Gate Ridge estaba compuesto por el 88.94% blancos, el 2.39% eran afroamericanos, el 0.25% eran amerindios, el 1.67% eran asiáticos, el 0.14% eran isleños del Pacífico, el 4.57% eran de otras razas y el 2.04% pertenecían a dos o más razas. Del total de la población el 11.92% eran hispanos o latinos de cualquier raza.